# Estàtua orant de Pere I de Castella
L'Estàtua orant de Pere I de Castella és una escultura d'alabastre que data del 1401-1500, i que representa a Pere I de Castella (Burgos, 1334 - Montiel, 1369), nomenat «el Cruel» pels seus detractors i «el Justicier» pels seus partidaris, rei de Castella des del 26 de març de 1350 fins a la seva mort. La peça s'exposa de forma permanent al Museu Arqueològic Nacional d'Espanya, a Madrid amb el número d'inventari 50234, des de l'any 1869, a on va ser traslladada amb motiu de la demolició del Convent de Santo Domingo El Real.

## Història i simbologia

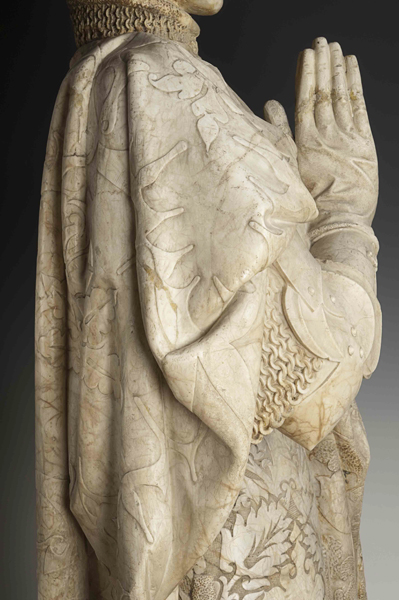
Detall de l'estàtua

Es tracta d'una escultura funerària, originàriament concebuda com a estàtua jacent a la tomba del monarca, a l'interior de la capella major del Convent de Santo Domingo el Real de Madrid, on van ser traslladades les restes mortals per petició expressa de la neta del rei l'any 1446, Constança, filla de Joan de Castella i abadessa del predit convent.
El monument va ser reconstruït el 1504 per ordre dels Reis Catòlics i va ser aleshores quan l'estàtua, que inicialment era jacent (reclinada), va ser transformada en orant (genuflexió). Al segle xvii se li van seccionar parcialment les cames per poder introduir la figura en un nínxol.
L'estàtua va ser trobada l'any 1845 per la «Comisión de Monumentos» al soterrani del convent i traslladada al cor de l'església al costat del sepulcre de la seva neta Constança. El 1869, any de la demolició del convent, va ingressar al Museu Arqueològic Nacional.

## Galeria

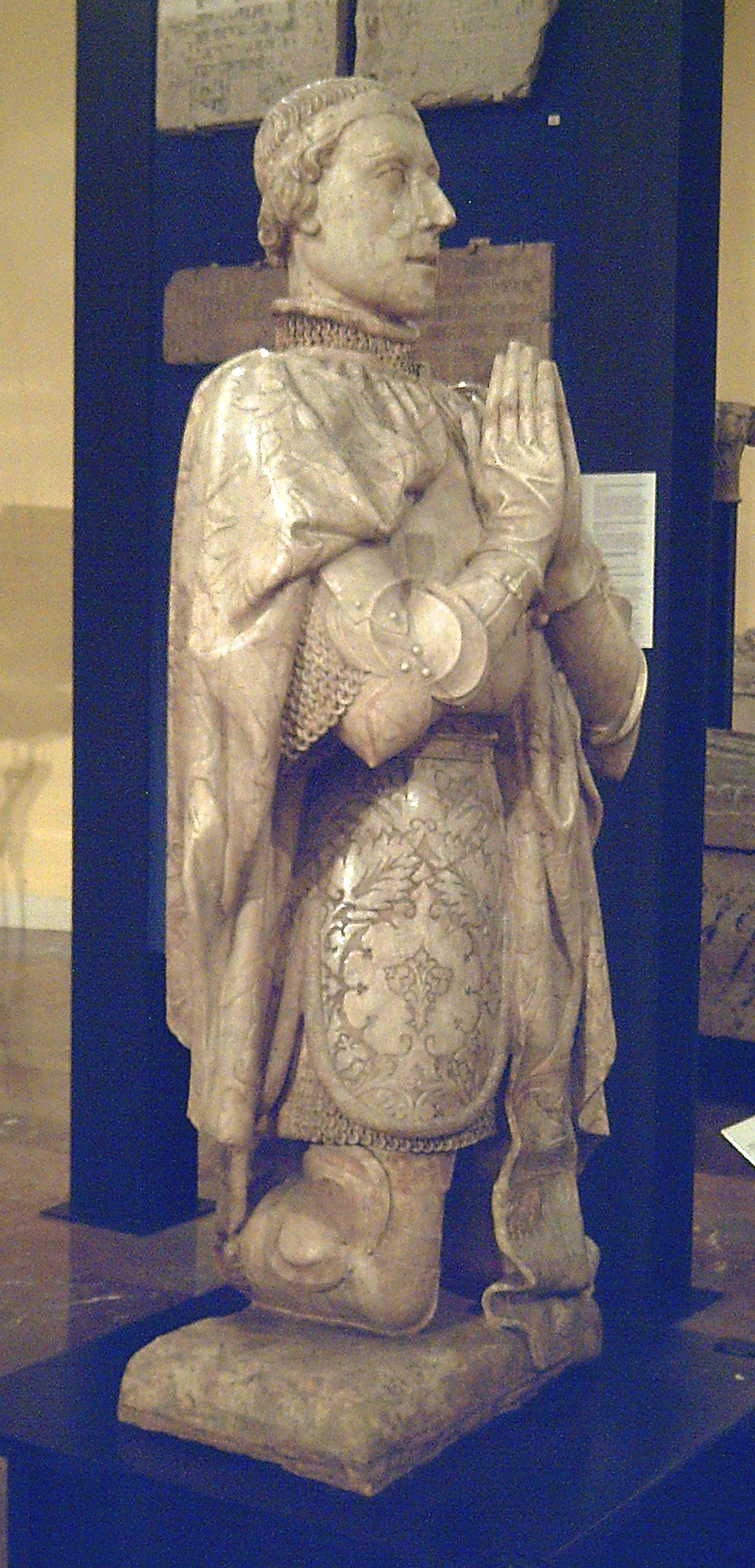
Escultura de perfil.
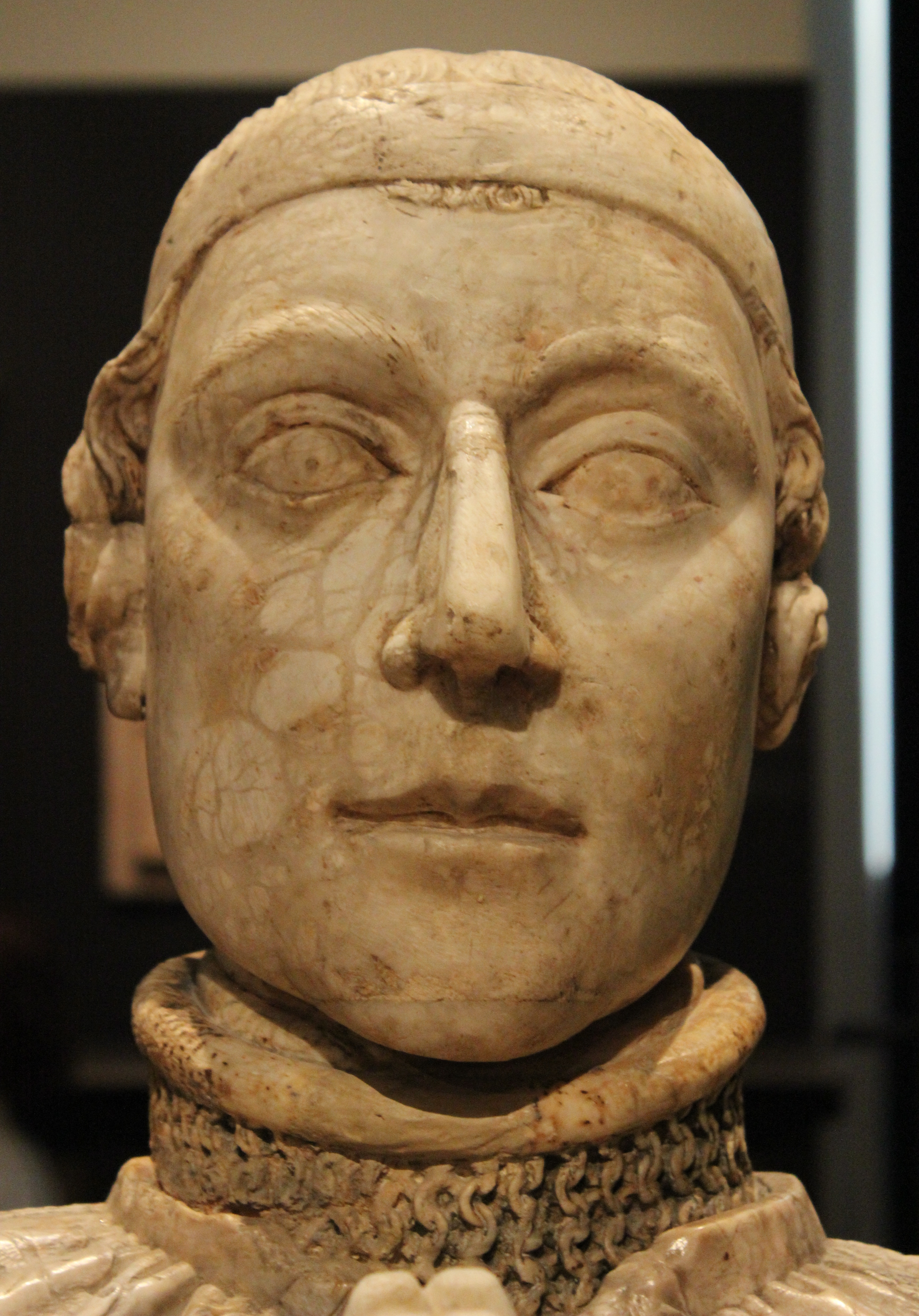
Detall del cap de Pere I de Castella.
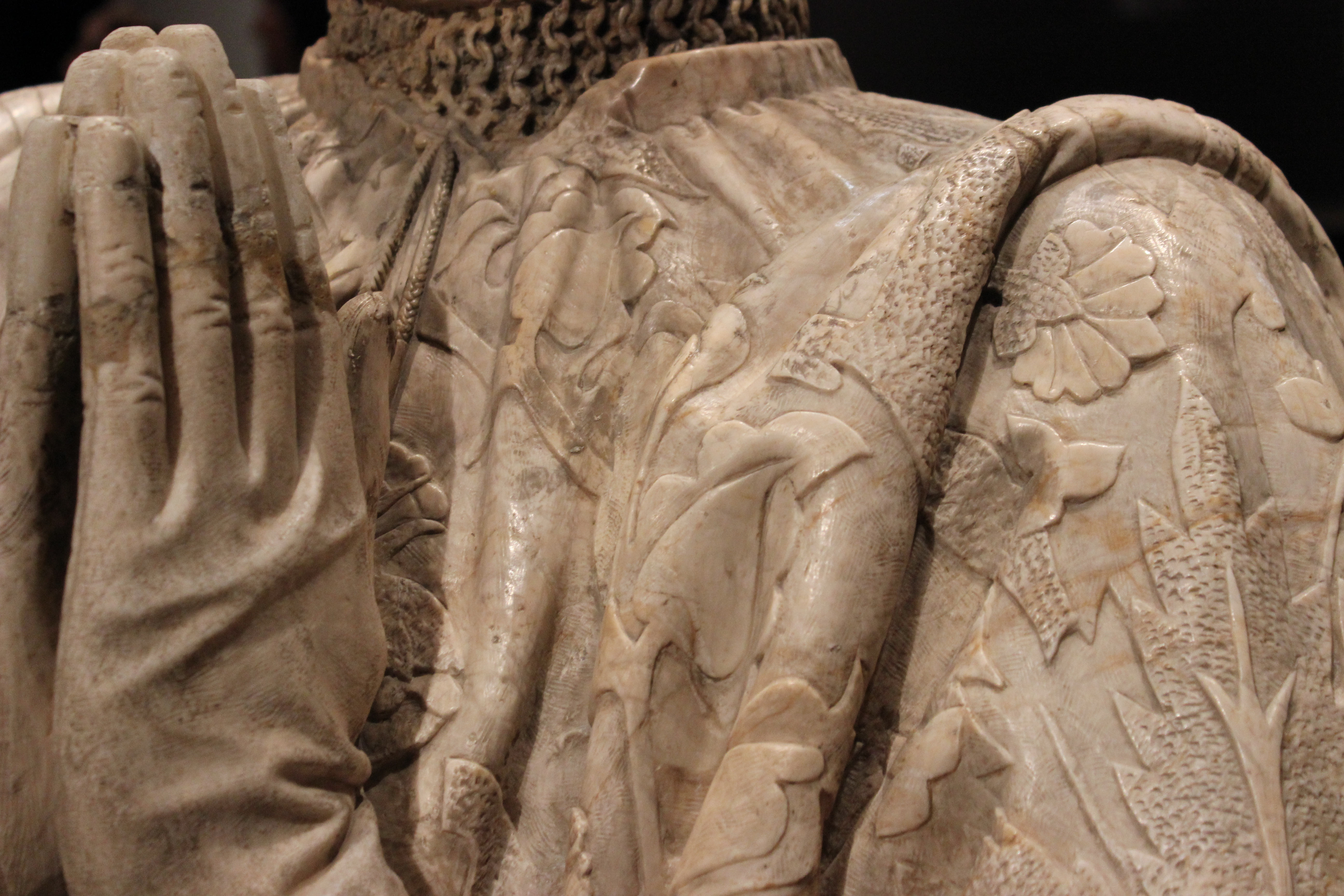
Detall del gravat de la vestimenta.